# Pherotesia caeca
Pherotesia caeca là một loài bướm đêm trong họ Geometridae.